# Słupia (powiat Jędrzejowski)
Słupia is een dorp in het Poolse woiwodschap Święty Krzyż, in het district Jędrzejowski. De plaats maakt deel uit van de gemeente Słupia en telt ca. 950 inwoners.

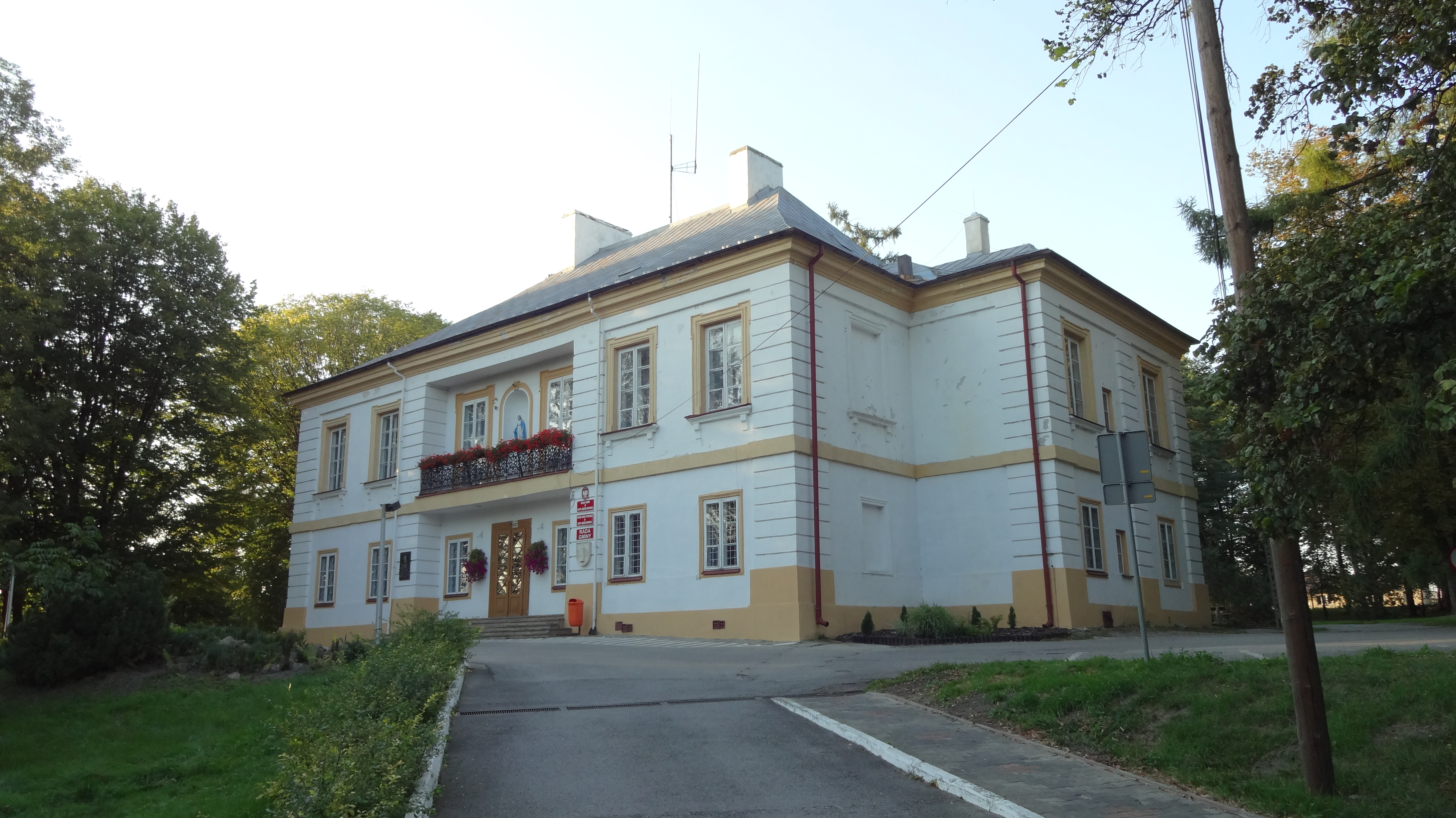
Landhuis bij het park van Słupia